# Nahete Colles
I Nahete Colles sono una struttura geologica della superficie di Venere.